# Contarinia caudata
Contarinia caudata är en tvåvingeart som beskrevs av Ephraim Porter Felt 1920. Contarinia caudata ingår i släktet Contarinia och familjen gallmyggor. Inga underarter finns listade i Catalogue of Life.